# Obromino
Obromino – wieś w Polsce położona w województwie zachodniopomorskim, w powiecie pyrzyckim, w gminie Pyrzyce. W latach 1975–1998 miejscowość administracyjnie należała do województwa szczecińskiego. Położona jest na południowy zachód od Gór Lipowych, w sąsiedztwie Letnina. 

## Historia[4]
Wieś pojawia się w źródłach pisanych w 1250. Wtedy książę Barnim I przygotowując fundację klasztoru augustianek w Pyrzycach, uporządkował stan własności nadawanej zakonnicom parafii pyrzyckiej i nadał im Obromino wraz z nadwyżkami, tj. wraz z ziemią niemieszczącą się po pomiarach w ramach 64 łanów. W 1311 książę Otton I nadał im jeszcze 14 łanów z okolic Obromina z przeznaczeniem na zakończenie budowy klasztoru. Kościół powstał prawdopodobnie w XIII w., gdyż z 1311 r. pochodzą informacje o proboszczu Janie, a w 1312 r. patronat nad kościołem potwierdzono augustiankom. 
W 1276 Ziemie Lipiańskie wraz z częścią Obromina biskup kamieński sprzedał margrabiom brandenburskim. Przez wieś przechodziła granica państwowa. Połowa wsi licząca 28 łanów znajdowała się w Ziemiach Lipiańskich. W 1369 r. margrabia Otton zaświadczał, że jego wierzyciele z rodu Wedlów z Krzywnicy mają też prawo poboru podatków od chłopów z Obromina przez 4 lata. W 1382 książę szczeciński Świętobor zaświadczał, że rycerz Henryk de Grapow przekazał augustiankom czynsz z 12 łanów. W XVI w. cała wieś augustianek, po reformacji weszła w skład domeny książęcej w Pyrzycach, ponieważ w 1549 r. po układzie z Brandenburgią wieś w całości włączono do księstwa pomorskiego. 
W 1583 r. ustanowiono w Obrominie parafię z filią w Mechowie. W 1704 o kościele napisano, że jest bardzo stary z barokową wieżą, trzema dzwonami w tym z 1343 roku. Tego roku zbudowano nową szkołę, zarazem dom zakrystiana. W XVIII w. zbudowano nowy kościół. Parafię zniesiono w 1812, a kościół stał się filią kościoła św. Maurycego w Pyrzycach. W 1839 mieszkańcy zażądali parafii i sprawa w 1841 oparła się o tron królewski. 
W połowie XIX w. było tu 14 gospodarstw chłopskich, 4 zagrodnicze, 137 mórg parafii, 94 morgi kościoła na polu św. Katarzyny, kuźnia, stara karczma, 4 budy. Pola wsi liczyły 2451 mórg, z tego 2225 pod pługiem, 80 łąk. W 41 domach mieszkało 296 osób. Hodowano 44 konie, 33 woły. 
W 1867 powstała parafia z filią w Mechowie. W 1939 w 56 domach 246 mieszkańców, w tym 10 gospodarstw o areale ponad 20 ha, największe Franza Kaliana 89 ha, Paula Witte 69 ha. 
21 stycznia 1945 r. do wsi wkroczyły oddziały radzieckie. Od wiosny napływały grupy osadników. Przez urzędy i osadników wieś zwana Wobermino, Webermin, Dobromino (1945), Władysławów (w 1946 r. od pierwszego sołtysa). Po II wojnie światowej kościół nie nadawał się do użytku, zbudowano na nowo fundamenty i mury, odbudowę zakończono w 1962 r., poświęcony został 3 maja 1964. Kościół stał się parafialnym 31 grudnia 1986 r., w 1991 r. ponownie stał się filialnym. Zabytkowe dzwony z 1343 r., pęknięte, bez serc, nie nadawały się do użytku. W 2001 r. zostały wypożyczone do Działu Regionalnego Pyrzyckiej Biblioteki Publicznej. We wsi znajdują się  zabudowania chłopskie z XVIII–XIX w., jak dom m.in. Wszołów nr 24, czy stodoła Kuźmińskich. 
Liczba mieszkańców 242 w 1961, 256 w 1968, 204 w 1980, 182 w 1988, 178 w 1995, 167 w 2007 roku.